# 昆布森灯台
昆布森灯台（こんぶもりとうだい）は、北海道釧路郡釧路町昆布森字アチョロベツに建つ灯台。

## 歴史
- 1960年（昭和35年）1月：初点灯
- 1990年（平成2年）12月：改築
- 2017年（平成29年）11月26日：撤去

## 付属施設
- 昆布森送信所

## アクセス
北海道道142号根室浜中釧路線から北海道道1128号厚岸昆布森線